# Acacia wilhelmiana
Acacia wilhelmiana é uma espécie de leguminosa do gênero Acacia, pertencente à família Fabaceae.